# خليلو كاكونجي
خليلو كاكونجي (Kalililo Kakonje)، من مواليد 1 يناير 1985 في لوساكا في زامبيا، لاعب كرة قدم زامبي.
بدأ مسيرته الكروية مع نادي لوساكا ديناموز في موسم 2003/2004، وفي موسم 2004/2005 انتقل إلى نادي باور ديناموز، وفي عام 2005 انتقل إلى نادي غولدن أروز الجنوب أفريقي، ولعب معهم حتى عام 2007، وشارك معهم في 14 مباراة، وفي عام 2007 انتقل إلى نادي ناثي ليونز الجنوب أفريقي، ومنذ عام 2007 وهو يلعب مع نادي أمازولو الجنوب أفريقي.
هو يلعب مع منتخب زامبيا لكرة القدم.

## روابط خارجية
- خليلو كاكونجي على موقع الاتحاد الدولي (مؤرشف)  (الإنجليزية)
- خليلو كاكونجي على موقع قاعدة بيانات كرة القدم.إي يو (الإنجليزية)
- خليلو كاكونجي على موقع ناشيونال فوتبول تيمز (الإنجليزية)
- خليلو كاكونجي على موقع Soccerway.com (الإنجليزية)
- خليلو كاكونجي على موقع كووورة